# Konimeter
Ein Konimeter, Koniometer (von griechisch „kónis“  Staub)  oder Staubzähler ist ein Gerät zur Messung des Staubgehaltes in der Luft. Das Messergebnis wird als Partikelzahl pro Volumeneinheit ausgegeben. Konimeter können sowohl kontinuierlich als auch diskontinuierlich betrieben werden.

## Hintergrund
Das Messprinzip beruht darauf, dass eine definierte Menge an Luft durch einen schmalen Spalt gefördert wird, wobei sich unter der Öffnung eine mit als Haftmittel dienende klebrige Substanz (z. B. Glycerin oder Glucose) beschichtete Glasplatte befindet, auf der die Staubpartikel haften bleiben. Dieses Messprinzip entspricht somit dem eines einstufigen Impaktors. Nach dem Schließen des Spaltes kann auf der Glasplatte mit Hilfe eines Mikroskops die Menge und Größe der festklebenden Teilchen bestimmt werden. Von Bedeutung ist, dass das Haftmittel transparent ist.
Eingesetzt werden Konimeter an Orten, wo eine Bestimmung der Luftgüte wichtig ist, so zum Beispiel in Bergwerken, Mühlen, Lackierwerkstätten, Zementwerken, Wetterüberwachungsstationen und Kuranstalten. Heute werden sie jedoch meist durch automatisch arbeitenden Messgeräte ersetzt. Für den Einsatz in Bergwerken wurden spezielle Bergbaukonimeter entwickelt, die eine Sedimentationskammer enthalten, um nur den Feinstaub zu messen.
Eine dem späteren Konimeter vergleichbare Apparatur namens „Aeroskop“ wurde 1878 von P. Miquel entwickelt. Eine entscheidende Verbesserung für feinere Partikel gelang dann 1919 Robert Kotzé. In der Bundesrepublik Deutschland wurden Konimeter zur Bestimmung des Staubanteils mit einem Durchmesser unter 5 µm bis in die 1970er-Jahre verwendet. Eine VDI-Richtlinie aus dem Jahr 1968 zur Messung der Staubkonzentration mit einem Konimeter wurde im August 2010 zurückgezogen.